# Сентайеху Эджигу
Сентайеху Эджигу Тамерат (род. 21 июня 1985, Дэбрэ-Маркос) — эфиопская легкоатлетка, специалистка по бегу на средние и длинные дистанции. Выступала за сборную Эфиопии по лёгкой атлетике в период 2001—2013 годов, обладательница бронзовых медалей чемпионата Африки и чемпионата мира в помещении, серебряная призёрка Континентального кубка, участница летних Олимпийских игр в Афинах.

## Биография
Сентайеху Эджигу родилась 21 июня 1985 года в городе Дэбрэ-Маркос региона Амхара, Эфиопия. Росла в большой многодетной семье, была у своих родителей десятым ребёнком из одиннадцати. Серьёзно заниматься бегом начала во время учёбы в школе, уже в молодости показывала достаточно высокие результаты. Впоследствии переехала на постоянное жительство в Аддис-Абебу и присоединилась к столичному беговому клубу Banks. Несмотря на большой талант, всё время оставалась в тени своей более одарённой одноклубницы Месерет Дефар, которой уступала на всех крупнейших соревнованиях.
Впервые заявила о себя в 2001 году, выиграв бронзовую медаль в беге на 1500 метров на юниорском чемпионате мира в Дебрецене. Позже перешла на более длинные дистанции, в частности в финале Гран-при IAAF 2002 года заняла седьмое место в беге на 3000 метров.
В 2003 году помогла женской эфиопской команде юниорок выиграть кроссовый чемпионат мира в Аванше, тогда как в личном зачёте финишировала шестой.
Благодаря череде удачных выступлений удостоилась права защищать честь страны на летних Олимпийских играх 2004 года в Афинах — в беге на 5000 метров благополучно квалифицировалась на предварительном этапе и в финале закрыла десятку сильнейших.
После афинской Олимпиады Сентайеху Эджигу осталась в основном составе национальной сборной Эфиопии и продолжила принимать участие в крупнейших международных соревнованиях. Так, в 2005 году она стартовала на Бостонских играх, а в 2006 году побывала на чемпионате мира в помещении в Москве, где заняла на трёхтысячной дистанции четвёртое место, остановившись в шаге от призовых позиции. Тем не менее, из-за накопившихся травм и внезапной смерти сестры вынуждена была сделать перерыв в своей спортивной карьере.
В 2009 году вернулась в большой спорт, показала четвёртый результат на мировом первенстве в Берлине, стала шестой на Всемирном легкоатлетическом финале в Салониках, заняла четырнадцатое место на кросс-кантрийном чемпионате мира в Аммане.
Сезон 2010 года оказался одним из самых успешных в её спортивной карьере, в этом году Сентайеху Эджигу завоевала бронзовую медаль в беге на 3000 метров на  чемпионате мира в помещении в Дохе, взяла бронзу на дистанции 5000 метров на чемпионате Африки в Найроби, получила награду серебряного достоинства на Континентальном кубке IAAF в Сплите, уступив на финише только титулованной эфиопке Вивиан Черуйот. Впервые в карьере одержала победу на этапе Бриллиантовой лиги. Установила личные рекорды на трёхтысячной и пятитысячной дистанциях, показав время 8:28,41 и 14:28,39 соответственно.
В 2011 году на мировом первенстве в Тэгу имела хорошие шансы попасть в число призёров в беге на 5000 метров, финишировав в финальном забеге четвёртой. В этом сезоне решила попробовать себя в беге на 10 км по шоссе, в частности выиграла пробег World’s Best 10K в Пуэрто-Рико.
Из-за травмы ноги практически полностью пропустила сезон 2012 года, а в 2013 году выступила только на нескольких соревнованиях. В частности, стартовала на Делийском полумарафоне, но не смогла попасть здесь даже в десятку лучших.
Замужем за эфиопским бегуном Берхаму Алему, участником двух Олимпийских игр.